# Tom Mann

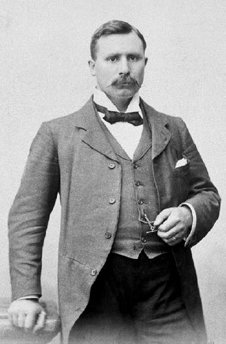
Tom Mann

Tom Mann (* 15. April 1856 in Bell Green; † 13. März 1941) war ein britischer Gewerkschafter und sozialistischer Politiker. Der Autodidakt war einer der bekanntesten und populärsten Vertreter der Arbeiterbewegung.

## Leben
Mann wurde am 15. April 1856 in Bell Green, heute ein Stadtteil von Coventry, als Sohn eines Angestellten eines Kohleunternehmens geboren. Mit sechs Jahren wurde er eingeschult, verließ die Schule aber nach drei Jahren wieder, da er im Bergwerk arbeiten musste. Als die Kohlenmine 1870 schließen musste, zog die Familie in das nahe gelegene Birmingham. Mann begann dort eine technische Berufsausbildung. Bald nahm er an öffentlichen Kundgebungen teil, auf denen er unter anderem Annie Besant und John Bright reden hörte und die sein politisches Interesse weckten. 1877 beendete er seine Ausbildung und zog nach London. Da es ihm nicht möglich war, einen qualifizierten Arbeitsplatz in seinem Beruf zu finden, verdiente er seinen Lebensunterhalt mit diversen Hilfstätigkeiten.
1879 fand Mann Arbeit in einer Fabrik. Dort brachte ihn der Vorarbeiter in Kontakt mit sozialistischen Ideen, was ihn dazu animierte, sich selbst weiterzubilden. Er begann unter anderem die Schriften von William Morris, Henry George und John Ruskin zu lesen. 1881 wurde er Mitglied der Gewerkschaft Amalgamated Society of Engineers und nahm an einem ersten Streik teil. 1884 reiste er in die USA und trat nach seiner Rückkehr in die Sektion Battersea der Social Democratic Federation (SDF), die erste sozialistische Partei im Vereinigten Königreich, ein. Dort traf er auf John Burns und Henry Hyde Champion, die ihn ermutigten, eine Schrift für den Acht-Stunden-Tag zu veröffentlichen. Mann gründete daraufhin die Eight Hour League, die den britischen Dachverband der Gewerkschaften dazu brachte, den Acht-Stunden-Tag als Kernforderung aufzustellen.

## Gewerkschafter und Politiker
1886 las Mann das Kommunistische Manifest. Er war überzeugt, dass die Aufgabe der Arbeiterbewegung die Überwindung des Kapitalismus war und nicht nur, wie es in der britischen Arbeiterbewegung vorherrschend war, die Arbeits- und Lebensbedingungen im kapitalistischen System zu verbessern. 1887 zog er nach Newcastle und begann dort, die SDF in Nordengland aufzubauen. Er organisierte den Wahlkampf Keir Hardies in Lanark, bevor er 1888 nach London zurückkehrte, wo er den Streik bei der Bryant and May Match Factory unterstützte. Gemeinsam mit Burns und Champion gründete er 1888 die Zeitschrift Labour Elector.
Im Londoner Hafenarbeiterstreik 1889 war Mann gemeinsam mit John Burns und Ben Tillett eine der führenden Personen. Nach dem Streik wurde Mann Vorsitzender der neu gegründeten Gewerkschaft Dock, Wharf, Riverside and General Labourers' Union. Gemeinsam mit Tillett verfasste Mann die Schrift New Unionism, die eine neue und bald dominierende Strömung innerhalb der britischen Arbeiterbewegung begründete. Mann wurde zudem in den Londoner Trades and Labour Council gewählt und war von 1891 bis 1893 Mitglied der Royal Commission. Nach Auseinandersetzungen in der SDF wurde Mann 1894 ein Gründungsmitglied der Independent Labour Party (ILP), die sich durch eine auf Bündnisse orientierte Richtung von der eher sektiererischen SDF unterschied. Mann wurde bald deren Geschäftsführer. 1895 kandidierte er erfolglos für einen Sitz im Unterhaus. Nachdem er erfolglos für ein Führungsamt in der Amalgamated Society of Engineers kandidierte, unterstützte er den Aufbau der International Transport Workers' Federation und wurde ihr erster Vorsitzender. Er war in ganz Europa als erfolgreicher Organizer in der Gewerkschaftsbewegung angesehen. So besuchte er zusammen mit dem Unterhausabgeordneten Joseph Havelock Wilson 1896 Hamburg. Die beiden wollten dort unter anderem für den Organisationsgedanken unter den Hafenarbeitern werben. In Hamburg wurde Mann bei seiner Ankunft am 15. September sofort von der Polizei aufgegriffen und nach Großbritannien abgeschoben. Am 23. November, während des Hamburger Hafenarbeiterstreiks, kehrte Mann heimlich nach Hamburg zurück und nahm sich in Altona/Elbe, in der Langen Straße 50, eine Wohnung. Er wurde allerdings rasch verhaftet und erneut ausgewiesen. In einem Flugblatt forderte er die Streikenden auf, die Arbeitsniederlegung bis zur Erfüllung aller Forderungen fortzusetzen. Zugleich versicherte er ihnen die Solidarität der Hafenarbeiter in England, Antwerpen, Rotterdam, Christiania (heute Oslo) und Göteborg.
Typisch für Vertreter der britischen Arbeiterbewegung war Mann ein tiefgläubiger Christ und Anhänger der Anglikanischen Kirche. Er organisierte oft Unterstützung für Streiks durch Organisationen wie die Heilsarmee.

Mann setzte sich immer für breite Bündnisse innerhalb des ökonomischen Kampfes der Gewerkschaften ein, war aber ein Gegner von politischen Allianzen, etwa zwischen der ILP und der Fabian Society. Die Fabierin Beatrice Webb kritisierte seinen diesbezüglichen Dogmatismus. Philip Snowden, ein Anhänger Manns, kritisierte dessen Eigenschaft, nicht für längere Zeit in ein und derselben Organisation verbleiben zu können.

## Australien und Liverpool
Mann emigrierte 1901 nach Australien. Von Melbourne aus wurde er bald in der australischen Gewerkschaftsbewegung und der Australian Labor Party aktiv. Mit der Partei geriet er allerdings zunehmend in Konflikt. Er warf ihr vor, durch die Regierungstätigkeit beschädigt zu werden und nur noch Wahlgewinne anzustreben, die Abgeordneten hätten kein Interesse mehr an der Veränderung der Gesellschaft. Schließlich verließ Mann die ALP wieder und gründete die Victorian Socialist Party.
1910 kehrte Mann nach Großbritannien zurück. Am Tag seiner Ankunft säumten tausende Menschen das Royal Victoria Dock in London bzw. liefen neben dem Schiff mit Mann an Bord am Ufer mit, was das Urteil von Sidney und Beatrice Webb, Mann sei „eine der anziehendsten Figuren in der Bewegung des Neuen Unionismus“ zu bestätigen schien. Nach seiner Rückkehr verfasste Mann die Schrift „The Way to Win“, die die These aufstellte, dass der Sozialismus nur durch gewerkschaftliche Arbeit erreicht werden könne und die parlamentarische Demokratie die Korruption in sich trägt. Die Schrift entstand unter dem Eindruck des großen Labour Unrest im Großbritannien der Vorkriegszeit, welcher von anarchosyndikalistischen Ideen stark beeinflusst war. 1911 leitete Mann den Streik der Verkehrsbetriebe in Liverpool, 1912 wurde er verhaftet, da er in der anarchosyndikalistischen Zeitung The Syndicalist einen offenen Brief an britische Soldaten veröffentlicht hatte, der sie dazu aufrief, den Befehl zu verweigern, wenn sie auf streikende Arbeiter schießen sollen. Die Zeit war geprägt von heftigeren Auseinandersetzungen zwischen der Arbeiterbewegung und dem britischen Staat. Manns Inhaftierung wurde nach öffentlichen Protesten wieder aufgehoben. Nach Ausbruch des Ersten Weltkrieges gehörte Mann aus religiösen Gründen und als überzeugter Sozialist zu den Kriegsgegnern in der britischen Arbeiterbewegung und organisierte pazifistische Demonstrationen und Kundgebungen. 1917 trat er der British Socialist Party, der Nachfolgerin der SDF bei. Die BSP hatte sich im Jahr zuvor der Labour Party angeschlossen.

## Späte Jahre
1919 bewarb sich Mann noch einmal erfolgreich für das Amt des Vorsitzenden der Amalgamated Society of Engineers. Bis zu seinem Ruhestand im Alter von 65 Jahren 1921 behielt er diesen Posten. 1917 begrüßte er die Oktoberrevolution in Russland und die revolutionäre Regierung. Er setzte sich auch für die Errichtung von Sowjets (Räten) im Vereinigten Königreich als Legislativorgane ein. Wie viele andere ehemalige Mitglieder der British Socialist Party gründete Mann unter dem Eindruck der Russischen Revolution 1920 die Communist Party of Great Britain. Mann wurde Vorsitzender der britischen Sektion der Roten Gewerkschaftsinternationale.
Bis zu seinem Tod 1941 setzte sich Mann aktiv für die Ideen des Sozialismus, des Kommunismus und des gewerkschaftlichen Kampfes ein. Er veröffentlichte noch einige Schriften und hielt viele Reden auf Versammlungen in Großbritannien und anderen Ländern. Mann wurde mehrfach verhaftet, was seiner Popularität aber keinen Abbruch tat. Im Spanischen Bürgerkrieg wollte er auf der Seite der Republikaner gegen die Faschisten kämpfen, war dafür aber schon zu alt. Ihm zu Ehren wurde die Centuria Tom Mann nach ihm benannt.
Tom Mann starb am 13. März 1941.

## Nachweise
1. ↑  nach White 1991, S. 1; Sidney und Beatrice Webb benennen als Geburtsort allerdings Coleshill (Warwickshire) in der Nähe von Birmingham, in: Die Geschichte des britischen Trade Unionismus, Stuttgart 1895, S. 327.
2. ↑  Hans-Joachim Bieber: Der Streik der Hamburger Hafenarbeiter 1896/97 und die Haltung des Senats, in: Zeitschrift des Vereins für Hamburgische Geschichte, Jg. 64 (1978), S. 91–148, hier S. 110 f.
3. ↑  Hans-Joachim Bieber: Der Streik der Hamburger Hafenarbeiter 1896/97 und die Haltung des Senats, in: Zeitschrift des Vereins für Hamburgische Geschichte, Jg. 64 (1978), S. 91–148, hier S. 115 f.
4. ↑  Bericht in: Justice, 14. Mai 1910
5. ↑  B. und S. Webb, Die Geschichte des britischen Trade Unionismus, Stuttgart 1895
6. ↑  Die Einigkeit, 23. März 1912
7. ↑  Sebastián Herreros Agüí: The International Brigades in the Spanish war 1936–1939: Flags and symbols (englisch; PDF; 6,4 MB), abgerufen am 3. September 2012